# Joe Cada
Joseph "Joe" Cada (18 de noviembre de 1987) es un jugador de póker de Míchigan, Estados Unidos. Es el ganador del evento principal de la Serie Mundial de Póker 2009, siendo el ganador más joven del evento con 21 años. Cada logró dos premios en dinero previamente, ambos en 2009. Él es principalmente un jugador en línea, ganando más de 500.000 dólares en premios en torneos virtuales.
En la mesa Final de Serie Mundial de Póker de 2009 venció al jugador Darwin Moon en el heads-up final, Joe ganó con pareja de 9 y Moon tenía Q J. Contando 2009, lleva ganados más de 8.500.000 dólares en premios de torneos en vivo.